# Велі Бек Єдігар
Велі Бек Єдігар (Єдігар, азерб. Vəli bəy Yadigar; пол. Veli Bek Jedigar; нар. 31 жовтня 1897  — пом. 1971) — російський, азербайджанський та польський військовий діяч.

## Біографія

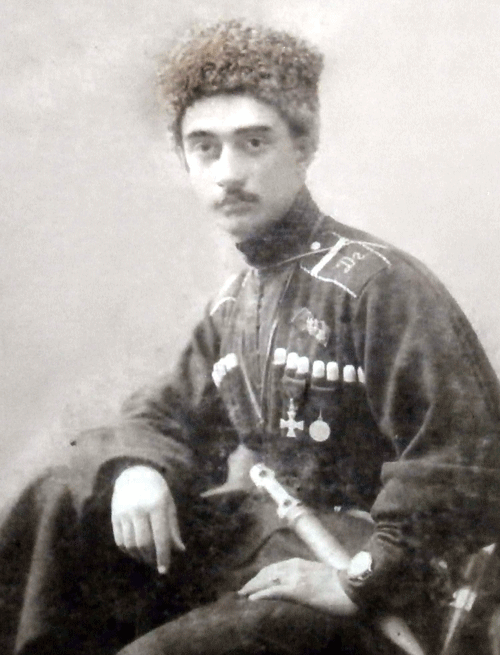
Молодший урядник Дагестанського кінного полку Велі бек Єдігар з Георгіївським хрестом та медаллю «За хоробрість»

Велі-бек Садигов-бек огли Єдігар народився 31 жовтня 1898 року в селищі Текалі Борчалинського повіту Тифліської губернії(нині Грузія) в родині азербайджанського бека Садигов-бека, військового. Після закінчення Тифліського кадетського корпусу 1916 року, в розпал Першої світової війни, йде добровольцем в 1-й Дагестанський кінний полк. Учасник Брусиловського прориву.